# Nuncjatura Apostolska w Iraku
Nuncjatura Apostolska w Iraku – misja dyplomatyczna Stolicy Apostolskiej w Republice Iraku. Siedziba nuncjusza apostolskiego mieści się w Bagdadzie.

## Historia
17 grudnia 1832 papież Grzegorz XVI utworzył Delegaturę Apostolską w Mezopotamii, Kurdystanie i Armenii Mniejszej. W 1937 zmieniono jej nazwę na Delegatura Apostolska w Iraku.
14 października 1966 papież Paweł VI podniósł ją do rangi nuncjatury apostolskiej.

## Przedstawiciele papiescy w Iraku

### Delegaci apostolscy w Mezopotamii, Kurdystanie i Armenii Mniejszej
- abp Marie Laurent Trioche (1837–1848) Francuz; jednocześnie arcybiskup bagdadzki
- abp Antonino Merciai OP (1848–1850) Włoch
- abp Benoit Planchet SI (1853–1859) Francuz
- abp Henri-Marie Amanton OP (1860–1865) Francuz
- abp Nicolás Castells OFMCap (1866–1871) Hiszpan; jednocześnie administrator apostolski archidiecezji bagdadzkiej
- bp Zaccaria Fanciulli OFMCap (1871–1873) Włoch
- abp Eugène Louis Marie Lion OP (1874–1883) Francuz; jednocześnie administrator apostolski archidiecezji bagdadzkiej
- abp Henri Victor Altmayer OP (1884–1902) Francuz; jednocześnie od 1884 koadiutor arcybiskupa Bagdadu i od 1887 arcybiskup bagdadzki
- abp François Désiré Jean Drure OCD (1904–1917) Francuz; jednocześnie arcybiskup bagdadzki
- abp François Berré OP (1922–1929) Francuz; jednocześnie arcybiskup bagdadzki
- abp Antonin Fernand Drapier OP (1929–1936) Francuz

### Delegaci apostolscy w Iraku
- abp Georges Marie Joseph Hubert Ghislain de Jonghe d’Ardoye MEP (1938–1947) Belg
- abp Armand Etienne M. Blanquet du Chayla OCD (1948–1964) Francuz; jednocześnie arcybiskup bagdadzki
- abp Paul-Marie-Maurice Perrin (1965–1966) Francuz; jednocześnie arcybiskup bagdadzki

### Nuncjusze apostolscy w Iraku
do 1994 z tytułem pronuncjuszy
- abp Paul-Marie-Maurice Perrin (1966–1970) Francuz; jednocześnie arcybiskup bagdadzki
- abp Paolo Mosconi (1970–1971) Włoch
- abp Jean Édouard Lucien Rupp (1971–1978) Francuz; od 1975 jednocześnie pronuncjusz apostolski w Kuwejcie
- abp Antonio del Giudice (1978–1982) Włoch; jednocześnie pronuncjusz apostolski w Kuwejcie
- abp Luigi Conti (1983–1987) Włoch; jednocześnie pronuncjusz apostolski w Kuwejcie
- abp Marian Oleś (1987–1994) Polak; do 1991 jednocześnie pronuncjusz apostolski w Kuwejcie
- abp Giuseppe Lazzarotto (1994–2000) Włoch; jednocześnie nuncjusz apostolski w Jordanii
- abp Fernando Filoni (2001–2006) Włoch; jednocześnie nuncjusz apostolski w Jordanii
- abp Francis Assisi Chullikatt (2006–2010) Keralczyk; jednocześnie nuncjusz apostolski w Jordanii
- abp Giorgio Lingua (2010–2015) Włoch; jednocześnie nuncjusz apostolski w Jordanii
- abp Alberto Ortega Martín (2015-2019) Hiszpan; jednocześnie nuncjusz apostolski w Jordanii
- abp Mitja Leskovar (2020-2024) Słoweniec